# Walter Bohm
Walter Ludwig Karl Bertold Bohm (* 6. Februar 1892 in Stralsund; † nach 1977) war ein deutscher Jurist und Hochschullehrer.

## Leben
Walter Bohm wurde als Sohn des Hamburger Eisenbahninspektors Hermann Bohm und seiner Frau Karoline, geb. Lüpke, in Stralsund geboren. Nach der Enteignung seines Besitzes in Estland zog er nach Hamburg, wo er sich in Groß Flottbek als Kaufmann niederließ. Er war Rittmeister der baltischen Landeswehr gewesen und hatte den Abschluss als Diplom-Landwirt erlangt. Bereits zum 1. Dezember 1928 trat er der NSDAP bei (Mitgliedsnummer 105.173). In Hamburg promovierte er im Jahre 1933 über ein kirchenrechtliches Thema zum Dr. jur. Der Titel seiner Dissertation lautete Acatholicus. Eine Untersuchung über die Stellung der Ungetauften und der Apostaten, Haretiker und Schismatiker sowie der sonstigen exkommunizierten Christen im geltenden kanonischen Recht. 1933 wurde er Hauptschulungsleiter der dortigen Bauernschule. Kurzzeitig war er im April 1933 Staatskommissar der Kirche in Mecklenburg-Schwerin.
1933 trat Bohm der SA und dann der SS bei (SS-Nummer 74.397) und wurde Anfang der 1930er Jahre Hauptlektor für bäuerliches und landwirtschaftliches Schrifttum der Reichsstelle zur Förderung des deutschen Schrifttums. 1934 wurde er Hauptabteilungsleiter im Stabsamt des Reichsbauernführers Walther Darré im Rasse- und Siedlungshauptamt der SS (RuSHA). Als solcher war Bohm Urheber von Vorschlägen für gesetzgeberische Maßnahmen zur „Reinhaltung des arischen Blutes“, in denen er etwa die Straffreiheit bei Kindesmord forderte, sofern der Mord „aus Verzweiflung darüber [erfolgte], bastardiertes Blut ins Leben gesetzt zu haben.“ Bohm war unter anderem Redner auf dem Ersten Landesbauerntag Sachsens vom 13. bis 15. Februar 1934 in Dresden.
1935 wurde er zum SS-Obersturmführer befördert, 1938 verließ er auf eigenen Wunsch die SS.
Als Ende 1935 die Bauernhochschule in Goslar eingerichtet wurde, erhielt Walter Bohm die Ernennung zum Dozenten für Agrarrecht und Agrargeschichte. Als später geplant war, für Walter Bohm an der Universität Hamburg eine außerordentliche Professur für Agrarrecht einzurichten, lehnte dies die Universität ab.
Nach dem Zweiten Weltkrieg war er bis 1957 im öffentlichen Dienst beschäftigt.